# Bulgarije op de Olympische Winterspelen 2010

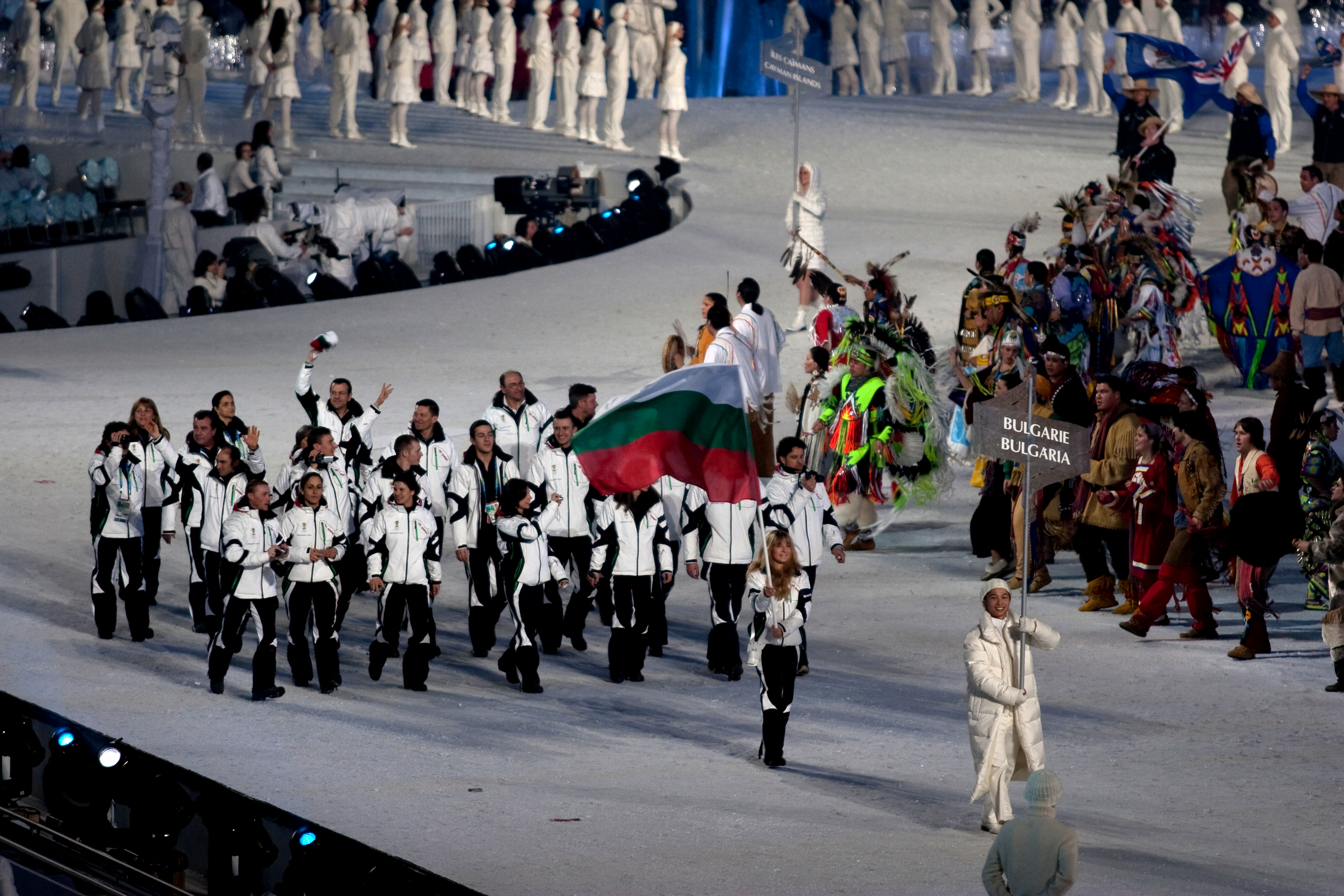
Het team van Bulgarije bij de opening

Tijdens de Olympische Winterspelen van 2010, die in Vancouver (Canada) werden gehouden, nam Bulgarije voor de achttiende keer deel aan de Winterspelen.

## Deelnemers en resultaten
(m) = mannen, (v) = vrouwen 

### Alpineskiën
| Olympiër        | Discipline           | Resultaat | Prestatie                                                    |
| --------------- | -------------------- | --------- | ------------------------------------------------------------ |
| Stefan Georgiev | afdaling (m)         | dnf       | niet gefinisht                                               |
| Stefan Georgiev | super-combinatie (m) | 34e       | 2.57,41 (+12,49) afdaling: 2.02,77 (46e) slalom: 54,64 (30e) |
| Stefan Georgiev | super-g (m)          | 41e       | 1.36,32 (+5,98)                                              |
| Stefan Georgiev | reuzenslalom (m)     | 48e       | 2.48,91 (+11,08) — 1.23,82 (53e) + 1.25,09 (44e)             |
| Stefan Georgiev | slalom (m)           | 25e       | 1.43,92 (+4,60) — 50,86 (30e) + 53,06 (25e)                  |
| Kilian Albrecht | reuzenslalom (m)     | dns       | niet gestart                                                 |
| Kilian Albrecht | slalom (m)           | 20e       | 1.42,36 (+3,04) — 50,08 (24e) + 52,28 (20e)                  |
|                 |                      |           |                                                              |
| Maria Kirkova   | afdaling (v)         | 33e       | 1.56,80 (+12,61)                                             |
| Maria Kirkova   | super-g (v)          | dnf       | niet gefinisht                                               |
| Maria Kirkova   | reuzenslalom (v)     | dnf-1     | 1e run: niet gefinisht                                       |
| Maria Kirkova   | slalom (v)           | dnf-1     | 1e run: niet gefinisht                                       |

### Biatlon
| Olympiër                                                         | Discipline                | Resultaat | Prestatie |
| ---------------------------------------------------------------- | ------------------------- | --------- | --- |
| Krasimir Anev                                                    | 10 km sprint (m)          | 25e       | 26.09,1 (+2.01,3) pen.: 0 (0 + 0)                                                                             |
| Krasimir Anev                                                    | 12,5 km achtervolging (m) | 45e       | 37.24,2 (+3.45,8) pen.: 3 (2 + 0 + 0 + 1)                                                                     |
| Krasimir Anev                                                    | 20 km individueel (m)     | 25e       | 52.09,2 (+3.46,7) pen.: 2 (0 + 2 + 0 + 0)                                                                     |
| Martin Bogdanov                                                  | 20 km individueel (m)     | 84e       | 58.29,6 (+10.07,1) pen.: 4 (1 + 2 + 0 + 1)                                                                    |
| Vladimir Iliev                                                   | 10 km sprint (m)          | 83e       | 28.45,0 (+4.37,2) pen.: 3 (1 + 2)                                                                             |
| Vladimir Iliev                                                   | 20 km individueel (m)     | 79e       | 57.37,8 (+9.15,3) pen.: 5 (2 + 1 + 1 + 1)                                                                     |
| Miroslav Kenanov                                                 | 10 km sprint (m)          | 82e       | 28.40,2 (+4.32,4) pen.: 1 (1 + 0)                                                                             |
| Michail Kletcherov                                               | 10 km sprint (m)          | 59e       | 27.23,1 (+3.15,3) pen.: 0 (0 + 0)                                                                             |
| Michail Kletcherov                                               | 12,5 km achtervolging (m) | 44e       | 37.08,1 (+3.29,7) pen.: 0 (0 + 0 + 0 + 0)                                                                     |
| Michail Kletcherov                                               | 20 km individueel (m)     | 63e       | 54.54,6 (+6.32,1) pen.: 3 (1 + 1 + 1 + 0)                                                                     |
| Michail Kletcherov Vladimir Iliev Miroslav Kenanov Krasimir Anev | 4×7,5 km estafette (m)    | 16e       | 1:29.39,7 (+8.01,6) pen.: 0 (0+3 0+6) 20.48,4 (0+1 0+1) 22.36,4 (0+2 0+1) 23.28,9 (0+0 0+1) 22.46,0 (0+0 0+3) |
|                                                                  |                           |           | |
| Nina Klenovska                                                   | 7,5 km sprint (v)         | 62e       | 22.32,4 (+2.36,8) pen.: 3 (1 + 2)                                                                             |
| Nina Klenovska                                                   | 15 km individueel (v)     | 48e       | 45.49,8 (+4.57,0) pen.: 3 (0 + 1 + 1 + 1)                                                                     |

### Langlaufen
| Olympiër          | Discipline                      | Resultaat | Prestatie                                        |
| ----------------- | ------------------------------- | --------- | ------------------------------------------------ |
| Veselin Tzinzov   | 15 km vrije stijl (m)           | 50e       | 36.11,7 (+2.35,4)                                |
| Veselin Tzinzov   | achtervolging 15 km+15 km (m)   | dnf       | niet gefinisht                                   |
| Antonia Grigorova | 10 km vrije stijl (v)           | 60e       | 28.27,7 (+3.29,3)                                |
| Antonia Grigorova | achtervolging 7,5 km+7,5 km (v) | 62e       | +9.33,4 (klassiek:25.59,7 + vrije stijl:23.05,5) |
| Teodora Malcheva  | 10 km vrije stijl (v)           | 66e       | 29.52,4 (+4.54,0)                                |

### Rodelen
| Olympiër        | Discipline | Resultaat | Prestatie                                              |
| --------------- | ---------- | --------- | ------------------------------------------------------ |
| Peter Iliev     | mannen     | 35e       | 3.22,398 (+9,313) (50,348 / 50,701 / 50,921 / 50,428)  |
| Ivan Papukchiev | mannen     | 37e       | 3.23,332 (+10,247) (50,932 / 50,909 / 51,105 / 50,386) |

### Shorttrack
| Olympiër                  | Discipline | Resultaat | Prestatie                                                              |
| ------------------------- | ---------- | --------- | ---------------------------------------------------------------------- |
| Assen Pandov              | 1000 m (m) | 31e       | serie: 1.28,580 (4e)                                                   |
| Evgenia Radanova          | 500 m (v)  | 9e        | serie: 45,125 (1e) kwartfinale: 44,047 (3e)                            |
| Evgenia Radanova          | 1000 m (v) | 25e       | serie: 1.32,829 (4e)                                                   |
| Evgenia Radanova          | 1500 m (v) | 7e        | serie: 2.23,698 (3e) halve finale: 2.24,376 (2e) finale: 2.19,411 (7e) |
| Marina Georgieva-Nikolova | 500 m (v)  | dq        | serie: gediskwalificeerd                                               |
| Marina Georgieva-Nikolova | 1500 m (v) | 17e       | serie: 2.28,732 (3e) halve finale: 2.25,604 (7e)                       |

### Snowboarden
| Olympiër         | Discipline               | Resultaat | Prestatie                                                      |
| ---------------- | ------------------------ | --------- | -------------------------------------------------------------- |
| Ivan Rantchev    | parallelreuzenslalom (m) | 26e       | kwalificatie: 26e (1.22,83) - uitgeschakeld                    |
|                  |                          |           |                                                                |
| Alexandra Jekova | cross (v)                | dnf       | niet gefinisht (1e run: niet gefinisht / 2e run: niet gestart) |
| Alexandra Jekova | parallelreuzenslalom (v) | 30e       | kwalificatie: 30e (dns) - uitgeschakeld                        |

dns: niet gestart
Albanië · Algerije · Andorra · Argentinië · Armenië · Australië · Azerbeidzjan · België · Bermuda · Bosnië en Herzegovina · Brazilië · Bulgarije · Canada · Chili · China · Chinees Taipei · Colombia · Cyprus · Denemarken · Duitsland · Estland · Ethiopië · Finland · Frankrijk · Georgië · Ghana · Griekenland · Groot-Brittannië · Hongarije · Hongkong · Ierland · IJsland · India · Iran · Israël · Italië · Jamaica · Japan · Kaaimaneilanden · Kazachstan · Kirgizië · Kroatië · Letland · Libanon · Liechtenstein · Litouwen · Macedonië · Marokko · Mexico · Moldavië · Monaco · Mongolië · Montenegro · Nederland · Nepal · Nieuw-Zeeland · Noord-Korea · Noorwegen · Oekraïne · Oezbekistan · Oostenrijk · Pakistan · Peru · Polen · Portugal · Roemenië · Rusland · San Marino · Senegal · Servië · Slovenië · Slowakije · Spanje · Tadzjikistan · Tsjechië · Turkije · Verenigde Staten · Wit-Rusland · Zuid-Afrika · Zuid-Korea · Zweden · Zwitserland